# Ida Barrel
Ida Barrel, född Nuoliniemi, född 20 augusti 1889 i Nedertorneå församling, död 4 mars 1967 i Gällivare, var en svensk fotograf verksam i Gällivare. 
Ida Barrel var dotter till hemmansägaren Isak Nuoliniemi, född 1850, och Karolina Puoskari, Finland, född 1854. Hon var yngst dottern av fem döttrar. Hon var elev hos Mia Green i Haparanda. I Gällivare hade hon egen ateljé på Malmbergsvägen vid hörnet Klockaregatan. Hon var verksam fotograf under åren 1920 till 1950. Hennes bildarkiv består främst av porträtt och ateljéskapade bilder. Bland hennes bilder finns också bilder av hus och gator i Gällivare och Malmberget. 
Några år efter hennes död donerades hela hennes bildarkiv bestående av glasplåtar till Gällivare kommuns bildarkiv. Hennes bilder finns också på Gällivare museum.